# Glenn Fitzgerald
Glenn Fitzgerald (ur. 21 grudnia 1971 w Brooklynie) – amerykański aktor i model.

## Życiorys
Urodził się i dorastał w Brooklynie w stanie Nowy Jork. Uczęszczał do Bishop Ford Central Catholic High School. W późnych latach 80. i na początku lat 90. rozpoczął karierę jako model reklamujący wyroby Calvina Kleina. Po gościnnym występie na małym ekranie w serialu CBS Oblicza Nowego Jorku (New York Undercover, 1994), trafił na duży ekran w komedii Davida O. Russella Igraszki z losem (Flirting with Disaster, 1996) obok Alana Aldy i Lily Tomlin. W 1998 r. wystąpił w teledysku do utworu Natalie Imbruglii „Wishing I Was There”.
W roku 2001 zdobył nominację do nagrody Lucille Lortel Award za rolę w off-Broadwayowskiej sztuce Kennetha Lonergana Lobby Hero.

## Filmografia

### Filmy fabularne
- 1996: Manny i Lo (Manny & Lo) jako Joey
- 1996: Igraszki z losem (Flirting with Disaster) jako Lonnie Schlichting
- 1998: Jubilerka (A Price Above Rubies) jako Mendel Horowitz
- 1997: Aresztowana Gena (Arresting Gena) jako człowiek / Pimp
- 1997: Nosorożcowe polowanie w Budapeszcie (Rhinoceros Hunting in Budapest) jako młodzieniec
- 1997: Burza lodowa (The Ice Storm) jako Neil Conrad
- 1997: Największy fan (Number One Fan) jako
- 1999: Judy Berlin jako Tour Guide
- 1999: Szósty zmysł (The Sixth Sense) jako Sean
- 2000: Szukając siebie (Finding Forrester) jako Massie, dostawca Forrestera
- 2000: Tully (The Truth About Tully) jako Earl Coates
- 2001: Fanatyk (The Believer) jako Drake
- 2002: 40 dni i 40 nocy (40 Days and 40 Nights) jako Chris
- 2005: Kwestia zaufania (Trust the Man) jako Goren
- 2007: Neal Cassady jako Jack Kerouac

### Seriale TV
- 1994: Oblicza Nowego Jorku (New York Undercover) jako Henrickson
- 1995: Prawo i bezprawie (Law & Order: Trial by Jury) jako Merril Grupp
- 1995: Nowojorskie nowości (New York News) jako Scar
- 1997: Wydział zabójstw Baltimore (Homicide: Life on the Street) jako Jeff McGinn
- 2001: Prawo i bezprawie (Law & Order: Trial by Jury) jako Seth Teitel
- 2002: Sześć stóp pod ziemią (Six Feet Under) jako Aaron Buchbinder
- 2007-2009: Seks, kasa i kłopoty (Dirty Sexy Money) jako wielebny Brian Darling Sr.
- 2010: CSI: Kryminalne zagadki Miami (CSI: Miami) jako Chip Ford, potencjalny przedstawiciel
- 2011: The Cape jako The Lich
- 2011: Jej Szerokość Afrodyta (Drop Dead Diva) jako Nathan Persky
- 2012: Pułapki umysłu (Perception) jako Leo Attinger